# Pruszcz Gdański
Pruszcz Gdański (în germană Praust) este un oraș în Polonia.